# 국가기상위성센터
국가기상위성센터(國家氣象衛星센터, National Meteorological Satellite Center)는 대한민국 기상청의 소속기관이다. 2009년 4월 30일 발족하였으며, 충청북도 진천군 광혜원면 구암길 64-18에 위치하고 있다. 센터장은 서기관·기술서기관 또는 기상연구관으로 보한다.

## 직무
- 기상위성관측 정책과 기본계획의 수립
- 기상위성개발에 관한 사항
- 기상위성, 자료처리 및 응용에 관한 연구
- 기상위성운영과 관련한 우주기상에 관한 연구
- 우주기상 예보 및 특보에 관한 사항
- 기상위성 국내외 협력에 관한 사항
- 기상위성 운영기반 구축에 관한 사항
- 기상위성운영 및 관측자료의 수신·처리·보존
- 기상위성 관측자료의 국내외 분배 및 교환
- 기상위성자료 송수신 기술에 관한 사항
- 기상위성자료 표준화에 관한 사항
- 기상위성센터 장비의 운영 및 관리에 관한 사항
- 기상위성 궤도위치 및 주파수 확보에 관한 사항
- 기상위성자료 분석 및 예보지원에 관한 사항
- 기상위성자료 분석기술 연구 및 개발
- 기상위성자료 활용에 관한 사항
- 기상위성 관측자료 활용기술 지도 및 보급에 관한 사항
- 보안·문서관리·인사·예산회계 및 물품·국유재산관리에 관한 사항

## 연혁
- 1978년 4월 15일: 중앙관상대 관측국에 위성기성과를 설치하여 기상위성에 관한 사무를 관장.[4]
- 1982년 1월 1일: 중앙기상대의 하부조직으로 변경.[5]
- 1985년 7월 2일: 기상연구소로 소관 사무를 이관하여 위성기상연구실 설치.[6]
- 1987년 12월 15일: 위성기상부로 개편.[7]
- 1992년 3월 13일: 위성기상부 폐지.[8]
- 2005년 7월 26일: 기상청 예보국에 기상위성과를 설치하여 위성관측에 관한 사무를 관장.[9]
- 2007년 3월 16일: 기상기술기반국으로 소관 사무를 이관하여 지구환경위성과를 설치.[10]
- 2009년 4월 30일: 기상청 소속 국가기상위성센터로 독립.[11]
- 2010년 6월 27일: 천리안위성 1호 발사.[12]
- 2011년 4월 1일: 천리안위성 1호 정식서비스 시작
- 2014년 11월: 정보기반 국제인증(ISO/IEC20000) 획득.
- 2015년 11월: 차세대위성개발팀 신설
- 2018년 12월 5일: 천리안위성 2A호 발사
- 2019년 7월 25일: 천리안위성 2A호 정식서비스 시작
- 2020년 4월 1일: 천리안위성 1호 정식서비스 종료
- 2021년 8월: 위성기획과 및 차세대위성개발팀 통합(3과)
- 2024년 5월: 천리안위성 5호 예비타당성 조사 통과
- 2024년 11월: 위성개발팀 신설

## 조직

### 센터장
- 위성기획과[13]
- 위성운영과[13]
- 위성분석과[13]
- 위성개발팀